# مارتین کوپر (پرتاب‌گر دیسک)
مارتین کوپر (استونیایی: Martin Kupper؛ زادهٔ ۳۱ مهٔ ۱۹۸۹) پرتاب‌گر دیسک اهل استونی است. وی از در بازی‌های المپیک تابستانی ۲۰۱۶ شرکت کرده و مقام چهارم را کسب کرده‌است.